# Саламис (линкор)
«Саламис» (греч. Σαλαμίς) — линейный корабль для греческого флота, заложенный в Германии 23 июля 1913 года. Греческое правительство рассчитывало, что корабль войдёт в строй не ранее 1915 года и будет противовесом турецким дредноутам «Султан Осман I» и «Решадие».

## История корабля

Первый вариант линкора «Саламис»

До закладки были рассмотрены три варианта компоновки линкора, и греки сочли наиболее подходящим третий вариант. Орудия и броня были заказаны в США.
Первоначально корабль планировали назвать «Василевс Георгис».
После начала Первой мировой войны недостроенный корабль был конфискован Германией, где ему было присвоено название «Тирпиц».
Планы по достройке так и остались на бумаге, а после войны фирма вновь предложила корабль Греции. Греки отказались, хотя им по постановлению суда все же пришлось выплатить 30 000 фунтов стерлингов.
Корабль остался собственностью верфи и в конце 1932 года был продан бременской фирме для разделки на металл.
356-мм орудия, которые предполагалось поставить на «Саламис», были перекуплены у американцев Англией и установлены на мониторах типа «Эберкромби».
Из-за сравнительно небольших размеров и сильного вооружения «Саламис» часто называют «самым маленьким в мире сверхдредноутом».